# Решени
Решени (алб. Rrësheni) — город в Центральной Албании в префектуре Лежа, центр одноименного округа Мирдита.

## История
В 1921 году город служил де-факто столицей непризнанного государства Республики Мирдита.
На реформе местного самоуправления в 2015 году Решени стал подразделением и резиденцией муниципалитета Мирдита. Это было административное место бывшего округа Мирдита. Население на переписи 2011 года составляло 8.803 жителей.
В качестве административного места в городе есть школы и больница. После коммунистической эры в этом районе появились новые объекты, такие как отель, ресторан и культурный центр. Пути по магистрали от границы Косово до Тираны и Дурреса проходит по обе стороны от Решени, обеспечивая хорошее общение со столицей и Адриатикой. До Второй мировой войны город был классифицирован как небольшая деревня, но административные изменения и рост горнодобывающей промышленности повысили статус города, но после падения коммунизма большая часть шахт были заброшены. Это привело к массовой миграции в Тирану и крупные промышленные центры.
В 2012 году почётным гражданином Решени был объявлен Бардок Биба — секретарь парторганизации АПТ, убитый в 1949 году подпольщиками-антикоммунистами. С его именем связывается социально-экономическое развитие региона и повышение статуса Решени.

## Известные уроженцы
- Евгент Бушпепа (род. 1984) — албанский певец, представитель конкурса «Евровидение-2018».